# رامة عنيزة
رامة البدائع، أو رامة أو رامتان منطقة أثرية، تقع في منطقة القصيم وسط المملكة العربية السعودية.

## الوصف
تقع إلى الجنوب الغربي من عنيزة وإلى الجنوب من البدائع وإلى الجنوب الشرقي من الرس. تقع بالقرب من قرية القبعية والموقع الأثري يتكون من تل اسمر مرتفع يحتوي من بقايا قصر متهدم مبني من الحجارة ولا زالت بقايا تقسيماته موجودة حتى الآن.
وبالقرب من هذين الأثرين تنتشر مجموعة من الآبار التي حفرت بشكل دائري بديع وبعد موسم الأمطار تكتسي رامة أو رامتان وما جاورها بغطاء نباتي يعطي لوحة فنية رائعة من طبيعة ساحرة وكانت سبباً في إلهام الشعراء.
والموقع أحد محطات طريق الحج من العراق إلى مكة المكرمة ووجد بالموقع بعض الملتقطات السطحية مثل كسر الفخار والزجاج مختلفة الأشكال والألوان كما وجد في الأعوام الماضية عملة ذهبية ترجع إلى عام 165هـ أيام الخليفة المهدي. وقد تم إحاطة الموقع بسور ويخضع مع المواقع الأثرية الأخرى إلى رقابة دائمة.، ولكونها أحد المنازل المشهورة في القصيم في الجاهلية والأسلام فقد خاطب أطلالها زهير بن أبي سلمى قائلاً:
يقول الشاعر أوس بن حجر فيها:

## انظر ايضاً
- القصيم